# Dick Schmüll
Diederich Herman "Dick" Schmüll, né le 9 octobre 1908 et mort le 11 juillet 1990 est un professeur de gymnastique et entraîneur sportif qui a introduit le volley-ball, le basket-ball et le softball aux Pays-Bas.

## Biographie
Dick Schmüll est né le 9 octobre 1908.
En 1930, Schmüll a été impliqué dans la création du département basketball au sein de la branche néerlandaise du YMCA, l'Algemene Maatschappij Voor Jongeren. Deux ans plus tôt, en 1928, le YMCA du YMCA de Londres le British Lew Lake, introduisait le basket-ball dans le bâtiment de l'AMVJ sur le Leidsebosje (nl). Schmüll, d'abord comme étudiant, puis comme professeur de sport, a dispensé les cours de formation. En 1938, une association de basket-ball d'Amsterdam (ABB) a été fondée. Plus tard, le basket-ball s'est répandu dans les Pays-Bas et en 1947, la Fédération des Pays-Bas de basket-ball a été fondée. Du 31 mars 1946 au 1er mai 1951, il fut le tout premier entraîneur de l'équipe des Pays-Bas de basket-ball. Au cours de sa carrière, il a été entraîneur de plusieurs clubs. Il a commencé et arrêté sa carrière à l'AMVJ (nl).
Schmüll a également fondé la Commission nationale de volleyball le 18 janvier 1947, qui, six mois plus tard, le 6 septembre 1947 et dans le bâtiment central de l'AMVJ, pourrait conduire à la création de l'Association néerlandaise de volleyball (nl) (NeVoBo).
En tant qu'auteur, il a écrit plusieurs ouvrages sur l'entraînement, la gymnastique, le basket-ball, le softball et les sports scolaires.
Il meurt le 11 juillet 1990, à l'âge de quatre-vingt-huit ans et est inhumé au cimetière d'Amsterdam De Nieuwe Ooster (nl).